# Hessois
«  Hessois » redirige ici. Pour les autres significations, voir Hesse.
Le hessois (allemand Hessisch) est un dialecte germanique, parlé dans le Land de Hesse. 
Dans le Sud de la Hesse, par exemple à Francfort, le Südhessisch est un dialecte qui fait partie du groupe des dialectes franciques rhénans. Dans le Nord et l'Est de la Hesse, on parle déjà des dialectes des autres groupes dialectaux allemands, par exemple le westphalien (dialecte de Westphalie) à Waldeck.

## Subdivisions
- bas-hessois
  - hessois du nord (de)
  - hessois de l'est (de)
- haut et moyen-hessois (de)
- hessois du sud (de)
- hessois de l'ouest